# Gascon saintongeois
Le gascon saintongeois ou gascon de Saintonge est une race de chien d'origine française, qui doit son nom aux provinces de Gascogne et de Saintonge. C'est un chien courant existant en deux tailles, le petit gascon saintongeois et le grand gascon saintongeois, d'allure distinguée. La robe est blanche tachée de noir, avec des marques feu sur le visage.

## Historique

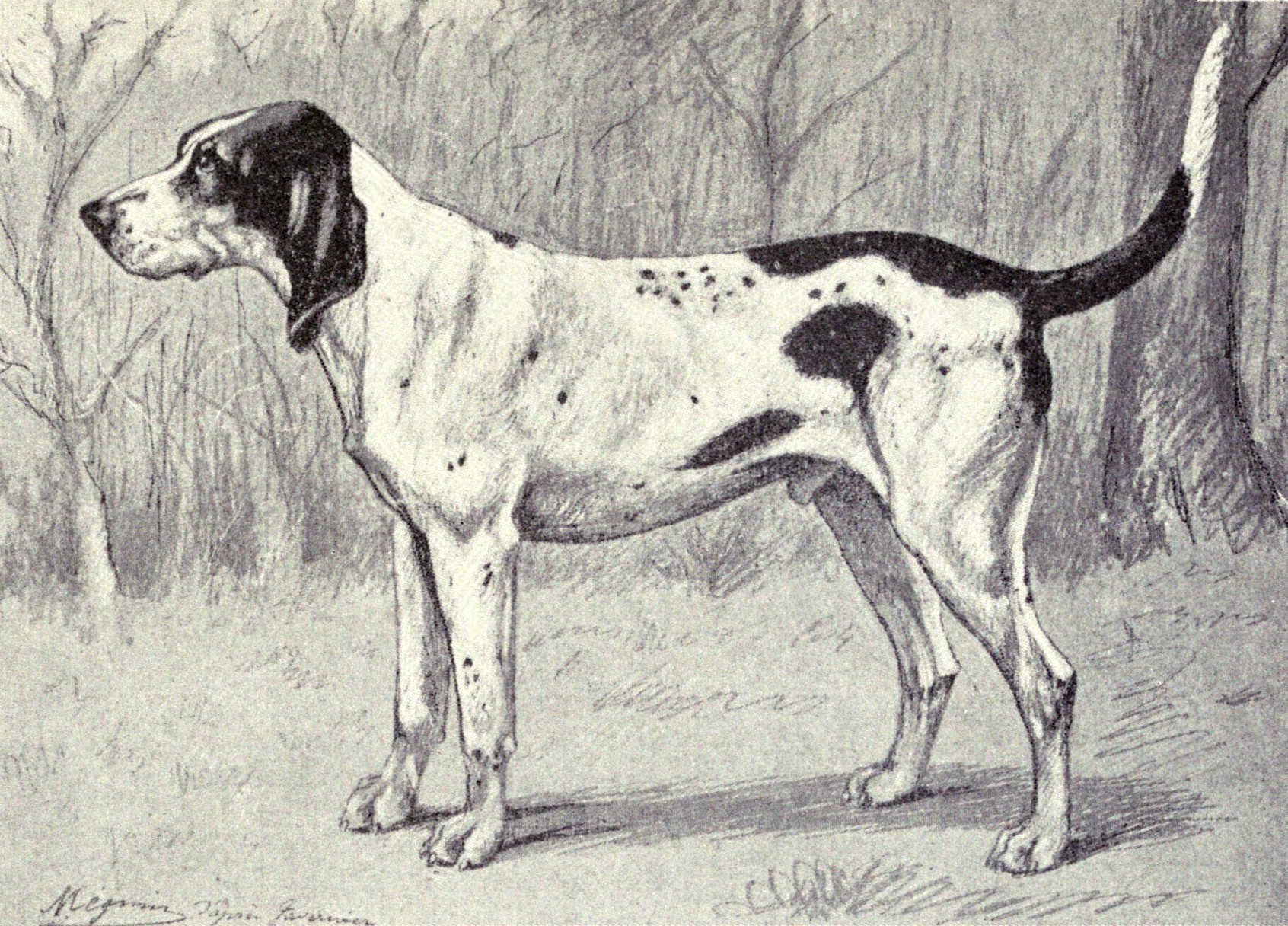
Grand gascon saintongeois au modèle, en 1915.

Au milieu du XIXe siècle, le comte Joseph de Carayon-Latour souhaite régénérer la race du chien de Saintonge en voie d'extinction. La création du grand gascon saintongeois est réalisée par un croisement entre les derniers descendants du chien de Saintonge avec les bleus de Gascogne du baron de Ruble.
Le petit gascon saintongeois est sélectionné au milieu du XXe siècle par quelques veneurs du sud-ouest à partir du grand gascon saintongeois pour créer un chien de chasse à courre du lièvre. Le petit gascon saintongeois est une variété assez peu répandue en dehors de la France métropolitaine

## Standard

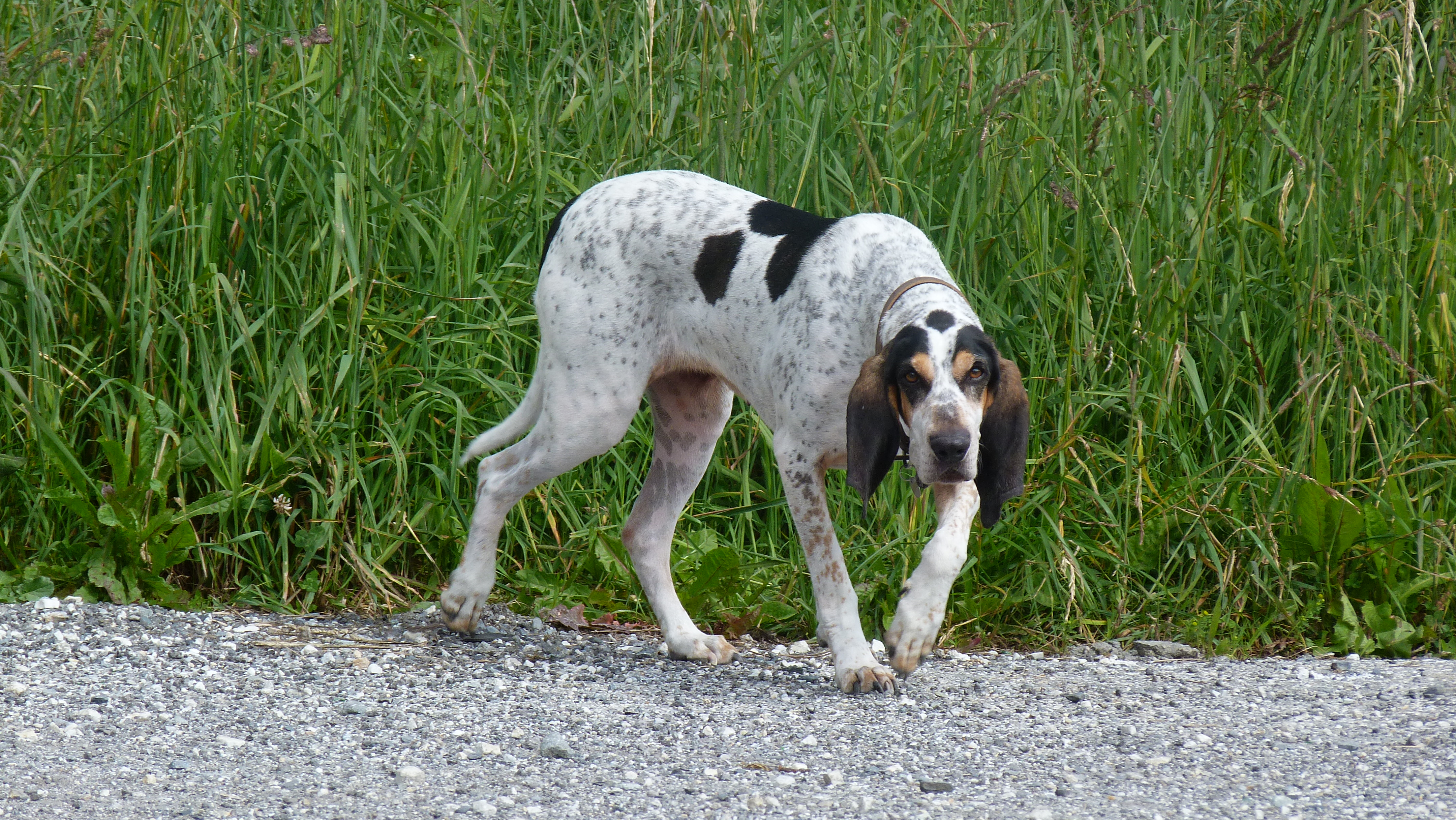
Un petit gascon saintongeois.

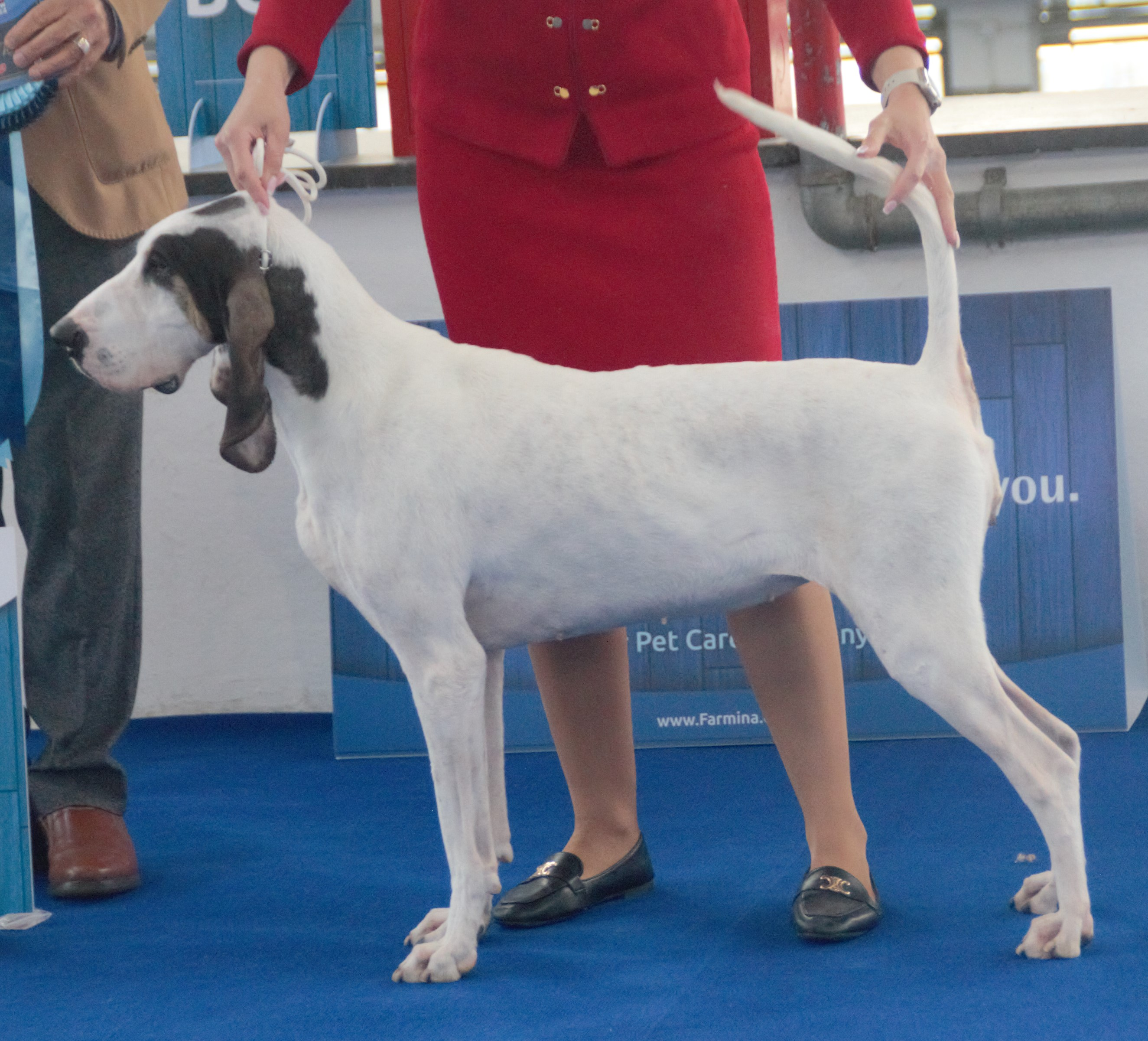
Un grand gascon saintongeois.

Le gascon saintongeois est un chien bien construit, donnant une impression de force et d’élégance. La race existe en deux variétés de taille, le grand gascon saintongeois mesure de 65 à 72 cm pour les mâles et de 62 à 68 cm pour les femelles et le petit gascon saintongeois mesure de 56 à 62 cm pour les mâles et de 54 à 59 cm pour les femelles. La queue portée en lame de sabre atteint la pointe du jarret. Les lignes du crâne et du chanfrein sont divergentes, le crâne est bombé avec un stop peu marqué. De forme ovale, les yeux sont bruns bordés de noir. Fines et papillotées, les oreilles tombantes atteignent l'extrémité de la truffe et dégagent bien le crâne.
Le poil est court et serré. La robe est blanche, tachée de noir, quelquefois mouchetée sans excès. Deux taches noires placées de chaque côté de la tête, couvrent les oreilles et le contour des yeux. Les joues sont de couleur feu, de préférence pâle. Deux marques feu sont placées au-dessus de l’arcade sourcilière. Des traces feu sont présentes sur la face interne de l’oreille et sous forme de truitures le long des membres. Quelques poils fauves peuvent apparaître sur la partie supérieure de l’oreille sans donner pour autant à la tête un aspect tricolore. Le bas de la cuisse peut porter la « marque de chevreuil ».

## Caractère
Le gascon saintongeois est décrit comme calme et affectueux dans le standard FCI. C'est un chien courageux, tenace et résistant à la chasse.

## Utilité
Le gascon saintongeois est un chien d'ordre essentiellement sélectionné pour la chasse au lièvre. Le nez est fin, la gorge est très belle et il s'ameute instinctivement. Le grand gascon saintongeois est utilisé pour la chasse au grand gibier au tir ou à courre, notamment sur le lièvre, en meute ou individuellement comme limier. Le petit gascon saintongeois est un chien de chasse polyvalent utilisé pour la chasse à tir.